# Адриен Рабио
Адриен Тибо Мари Рабио (на френски: Adrien Thibault Marie Rabiot) е френски футболист, роден на 3 април 1995 г. Играе полузащитник за френския Олимпик Марсилия и националния отбор на Франция. 

## Клубна кариера
ПСЖ
През 2012 година футболистът преминава от юношеския в професионалния отбор на ПСЖ.  Прави своя дебют срещу Бордо във френската Лига 1.  Впоследствие дебютира за отбора и в Шампионска лига срещу хърватския Динамо Загреб. През лятото на 2019 година договорът му изтича, след като не успява да се разбере с ПСЖ за нов такъв.
Тулуза
Пред 2013 година е пратен под наем в отбора на Тулуза.  Там той изиграва 13 мача за първенство, които спомагат развитието му.
Ювентус
След изтеклия му договор с ПСЖ интерес към французина не липсва, като за подписа му се преборва италианският Ювентус.  Прави дебюта си в Серия А още в първия мач за сезона, спечелен с 1 – 0 срещу Парма.

## Национален отбор
Рабио прави дебюта си за мъжкия национален отбор на 15 ноември 2016 г. срещу Кот д’Ивоар. Играе 78 минути, преди да бъде заменен от Тома Льомар. Мачът завършва 0 – 0. 
Първото му участие на голям форум става на ЕВРО 2020. Играе във всички 5 мача на отбора, като е титуляр в 4. Оставя впечатления с играта си въпреки изненадващото отпадане на националния отбор срещу Швейцария в осминафиналите.

## Успехи
Клубна кариера
 ПСЖ 
- Лига 1 (6) – 2012/13, 2013/14, 2014/15, 2015/16, 2017/18, 2018/19
- Купа на Франция (4) – 2014/15, 2015/16, 2016/17, 2017/18
- Купа на Лигата на Франция (5) – 2013/14, 2014/15, 2015/16, 2016/17, 2017/18
- Суперкупа на Франция (5) – 2013/14, 2015/16, 2016/17, 2017/18, 2018/19

 Ювентус 
- Серия А (1) – 2019/20
- Купа на Италия (2) – 2020/21, 2023/24
- Суперкупа на Италия (1) – 2020/21

Национален отбор
Лига на нациите (1) – 2020/21